# Szkoła Oficerska NAL dla Zagranicznych Kadr Wojskowych
Szkoła Oficerska NAL dla Zagranicznych Kadr Wojskowych (Offiziershochschule für ausländische Militärkader „Otto Winzer“) – uczelnia oficerska Narodowej Armii Ludowej (Nationale Volksarmee) utworzona w celu szkolenia kadry oficerskiej z krajów „Trzeciego Świata” w Prorze na Rugii. Uczelnię powołano we wrześniu 1981, zaś rozwiązano latem 1990. Nadano jej imię „Otto Winzera”, na cześć byłego ministra spraw zagranicznych NRD.

## Historia
Pierwsze szkolenie wojskowe dla przedstawicieli krajów „Trzeciego Świata” uruchomiono w 1964 w Szkole Floty (Flottenschule Parow) i w innych miejscach Ludowej Marynarki NRD (Volksmarine), szkoląc przyszłe kadry marynarki Zanzibaru. Szkolenie było połączone z dostawą łodzi patrolowych do tego kraju.
Od 1973 NAL szkolił kadry w Naumburgu dla Socjalistycznej Republiki Wietnamu. Również w 1973 rozpoczęto szkolenie kadr z Ludowej Republiki Konga. Od 1975 były szkolony personel dla wojsk granicznych Mozambiku, od 1978 dla sił powietrznych Libii, od 1980 dla członków Sandinistowskiego Frontu Wyzwolenia Narodowego Nikaragui. Według Storkmanna „centralnym punktem pomocy szkoleniowej” uczelni „Otto Winzer” była Nikaragua.
Uczelnię utworzono z kadry Szkoły Oficerskiej Wojsk Lądowych „Ernst Thälmann” (Offiziershochschule der Landstreitkräfte „Ernst Thälmann“) w Löbau, i Wojskowej Szkoły Technicznej Wojsk Lądowych „Erich Habersath” (Militärtechnische Schule der Landstreitkräfte „Erich Habersaath“ – MTS z Prory). Celem powołania instytucji była potrzeba zwiększenia swoiście pojmowanej reputacji NRD za granicą, najwyraźniej niezależnie od ponoszonych obciążeń finansowych. Uczelnię powołał minister obrony w listopadzie 1980. Zaplanowano 500 miejsc szkoleniowych, w tym 100 dla oficerów politycznych i 50 dla szkolenia oficerów na poziomie batalionu, łącznie w sześciu kompaniach szkolnych. Organizacyjnie uczelnia składała się z 9 zakładów dydaktycznych. Decyzja o lokalizacji uczelni w Prorze została podjęta z powodu jej izolacji geograficznej oraz współdzielenie obiektów ze szkołą „Erich Habersaath” oraz innymi jednostkami NAL. Początek szkolenia ustalono na wrzesień 1981.
W listopadzie 1984 w uczelni służyło 158 oficerów, 31 kadetów, 55 zawodowych podoficerów, 24 tymczasowych podoficerów i 49 poborowych. Ponadto było zatrudnionych 98 pracowników cywilnych.
Oprócz kilku wyjątków (np. Libii i Syrii) władze NRD przejęły pełne koszty szkolenia. Szacunkowy koszt wyszkolenia 1 słuchacza wynosił od 58 tys. dolarów (siły lądowe) do 116.800 dol. USA (siły powietrzne), w zależności od okresu szkoleniowego od czterech do pięciu lat. Sytuacja prawna studentów została uregulowana umowami międzyrządowymi. W okresie szkoleniowym w NRD władza dyscyplinarna spoczywała na komendantach uczelni. Zakwaterowanie i wstępne regulacje opierały się na przepisach NAL. Studenci którzy mieli być promowani do stopnia oficerskiego otrzymywali miesięczne kieszonkowe w wysokości 200 marek NRD, pozostali 150 marek.

## Szkolenie
Szkolenie przeprowadzano zgodnie z przepisami NAL bazując na miejscowej broni i sprzęcie. Językiem szkolenia był niemiecki; kursy językowe zostały zorganizowane na uczelni lub w Instytucie Językowym NAL (Spracheninstitut der NVA) w Naumburgu. Podczas służby mundur NAL był noszony bez godła, prawdopodobnie także bez insygniów rangi. Poza służbą słuchacze nosili ubrania cywilne, w święta narodowe mundury narodowe.
Program obejmował m.in. obsługę techniczną broni, serwis samochodowy i sprzętu opancerzonego, służbę chemiczną,
logistykę i transport, łączność, wojska inżynieryjne, artylerię i piechotę mechanizowaną.
Kolejnym polem szkolenia było stanowisko oficera politycznego; nauki społeczne stanowiły około 18% planu szkolenia, kładąc nacisk na „klasyczne przygotowanie wojskowe”. W niektórych przypadkach np. szkolenia słuchaczy z Syrii, Jemenu Płn., Libii i Socjalistycznej Partii Postępu Libanu, edukację z zakresu nauk społecznych pomijano.
Ze względu na niejednorodne pochodzenie studentów, personel szkoleniowy natknął się na poglądy polityczne sprzeczne z ich własnym kanonem politycznym. Np. Kongijczycy uważali Związek Radziecki za drugie supermocarstwo i ogólnie byli zorientowani na dawną potęgę kolonialną Francji. W przeciwieństwie do studentów ze świata arabskiego, Etiopczycy nie mieli negatywnego wizerunku Izraela i uznawali izraelską okupację terytoriów arabskich za usprawiedliwioną samoobronę.

## Szkolenia specjalistyczne
Prowadzono też szkolenia doraźne, m.in. na wniosek Ministerstwa Obrony Nikaragui, kurs ze 100 uczestnikami który odbył się od września 1985 do lutego 1986, który obejmował też szkolenie spadochronowe. Ponownie, na prośbę Nikaragui, drugi kurs odbył się od listopada 1987 do października 1988. Został ukończony przez 99 absolwentów w zakresie działań piechoty zmechanizowanej i zwiadu. 180 żołnierzy przeszkolono od sierpnia 1986 do kwietnia 1988 w Szkole Podoficerskiej „Rudolf Egelhofer” (Unteroffizierschule I „Rudolf Egelhofer“) w Weißkeißel.

## Różnice kulturowe
Jeśli chodzi o skład grup szkoleniowych, uwzględniono podobieństwa regionalne lub kulturowe. Ponadto, dla większości słuchaczy z regionów tropikalnych lub subtropikalnych, szkolenie terenowe zimą znacznie ograniczono. Dla muzułmanów urządzono na uczelni pokój modlitwy, w Ramadan prowadzono w rzeźni w Bergen rytualny ubój owiec, nieoficjalnie również w koszarach. Chrześcijańscy studenci, tacy jak katolicy z Nikaragui uczęszczali do okolicznych kościołów.
Kandydatami na słuchaczy mogły być osoby w wieku 18 lat, Nikaragua wysłała jako uczestnika kursu również 15-letniego i 16-letniego oraz kilku 17-latków.
Zamierzone utrzymywanie funkcjonowania uczelni w tajemnicy nie powiodło się, gdyż docierały skargi na zachowanie słuchaczy w barach i restauracjach w Binz lub Bergen auf Rügen. Niektórzy studenci byli zakwaterowani w prywatnych kwaterach.

## Kraje pochodzenia słuchaczy
- Afganistan
- Etiopia
- Jemen Płd.
- Jemen Płn.
- Kambodża
- Ludowa Republika Konga
- Korea Płn.
- Kuba
- Laos
- Mozambik
- Nikaragua
- Palestyna
- Syria
- Tanzania
- Wietnam
- Zambia
- Zimbabwe

Wnioski o objęcie szkoleniem pochodziły również z Beninu, Meksyku, Panamy, Ugandy, SWAPO, a także od partii komunistycznych z Gwatemali i Kostaryki, jednak prośby zostały odrzucone.
Zachodzące od października 1989 zmiany w sytuacji politycznej w NRD najpóźniej były odczuwane na uczelni. W styczniu 1990 słuchacze z Korei Północnej wzięli coroczny urlop i nie wrócili na uczelnię. W marcu komisja z Kuby zbadała, czy szkolenie ich kadr jest nadal możliwe. Wynik był negatywny, gdyż wszyscy studenci kubańscy zostali wycofani do końca sierpnia.
10 września 1990 komendant zarządził likwidację uczelni do 3 października, w którym to dniu szkoła została przemianowana na Wyższą Szkołę Oficerską Bundeswehry w Prorze (Offizierhochschule der Bundeswehr Prora), zaś w kwietniu 1991 rozwiązana.

## Komendanci
- 1981–1986 – gen. mjr. Helmut Geisler (1925-)
- 1986–1990 – gen. mjr./gen. por. Artur Seefeldt (1930–2018)
- 1990 – płk. Schäfer

## Siedziba
Uczelnia zajmowała kilka obiektów na terenie gigantycznego b. nazistowskiego ośrodka wypoczynkowego nad Bałtykiem na wyspie Rugia „Prora”, pomiędzy Sassnitz a Binz, ówcześnie zajmowanym przez szereg jednostek NAL.